# Kelnase
Kelnase is een plaats op het Estlandse eiland Prangli, dat deel uitmaakt van de gemeente Viimsi in de provincie Harjumaa. De plaats heeft de status van dorp (Estisch: küla).

## Bevolking
Het dorp had 23 inwoners op 31 december 2011 en 64 inwoners op 31 december 2021.

## Ligging
Kelnase ligt op de noordpunt van het eiland en herbergt de haven. Hier wordt een veerdienst met Leppneeme op het vasteland onderhouden.

## Geschiedenis
Kelnase bestaat sinds 1934 en heette eerst Kelnasiotsa. Sinds 1940 heet de plaats Kelnase.

## Foto's

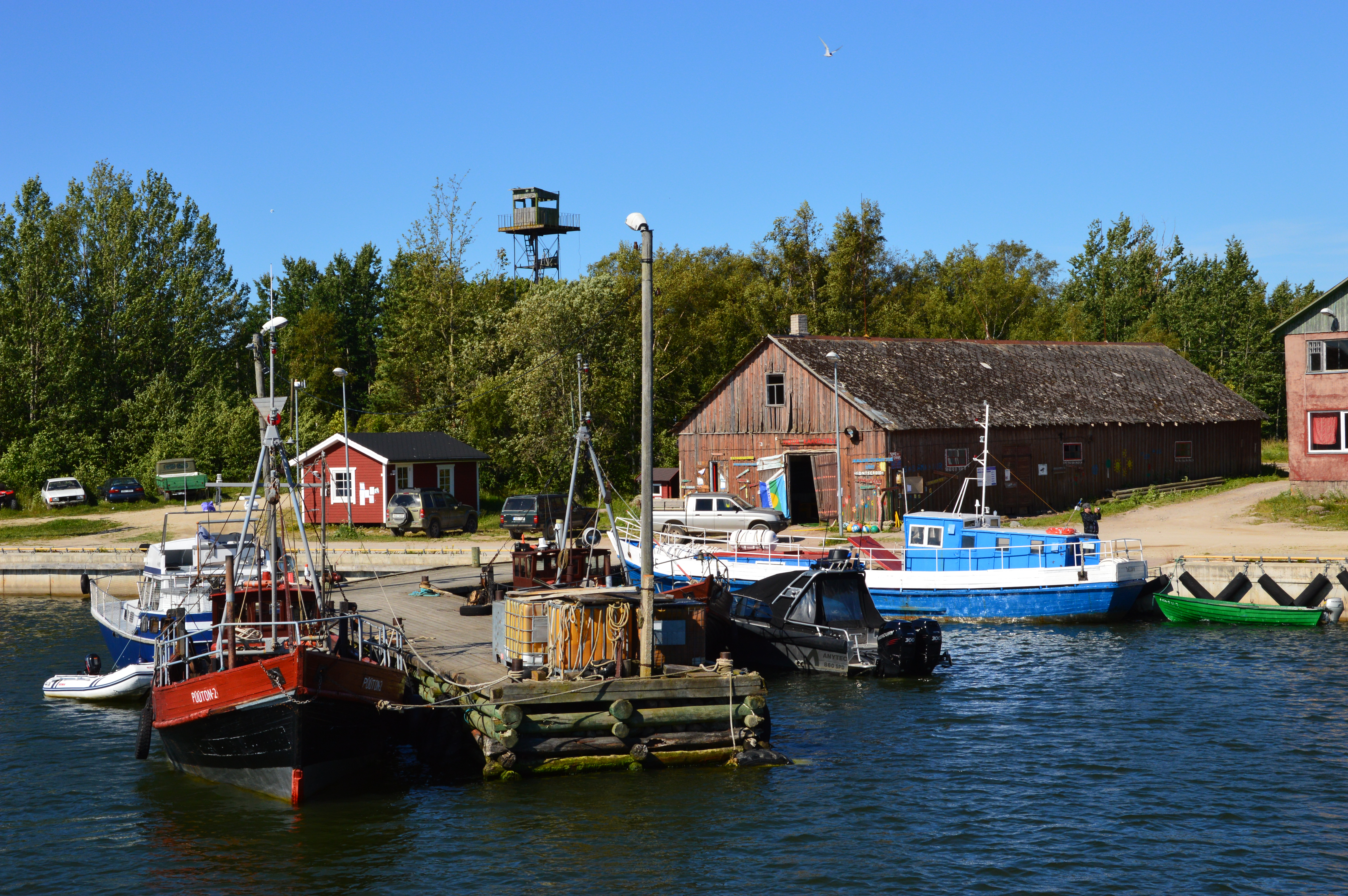
De haven van Kelnase
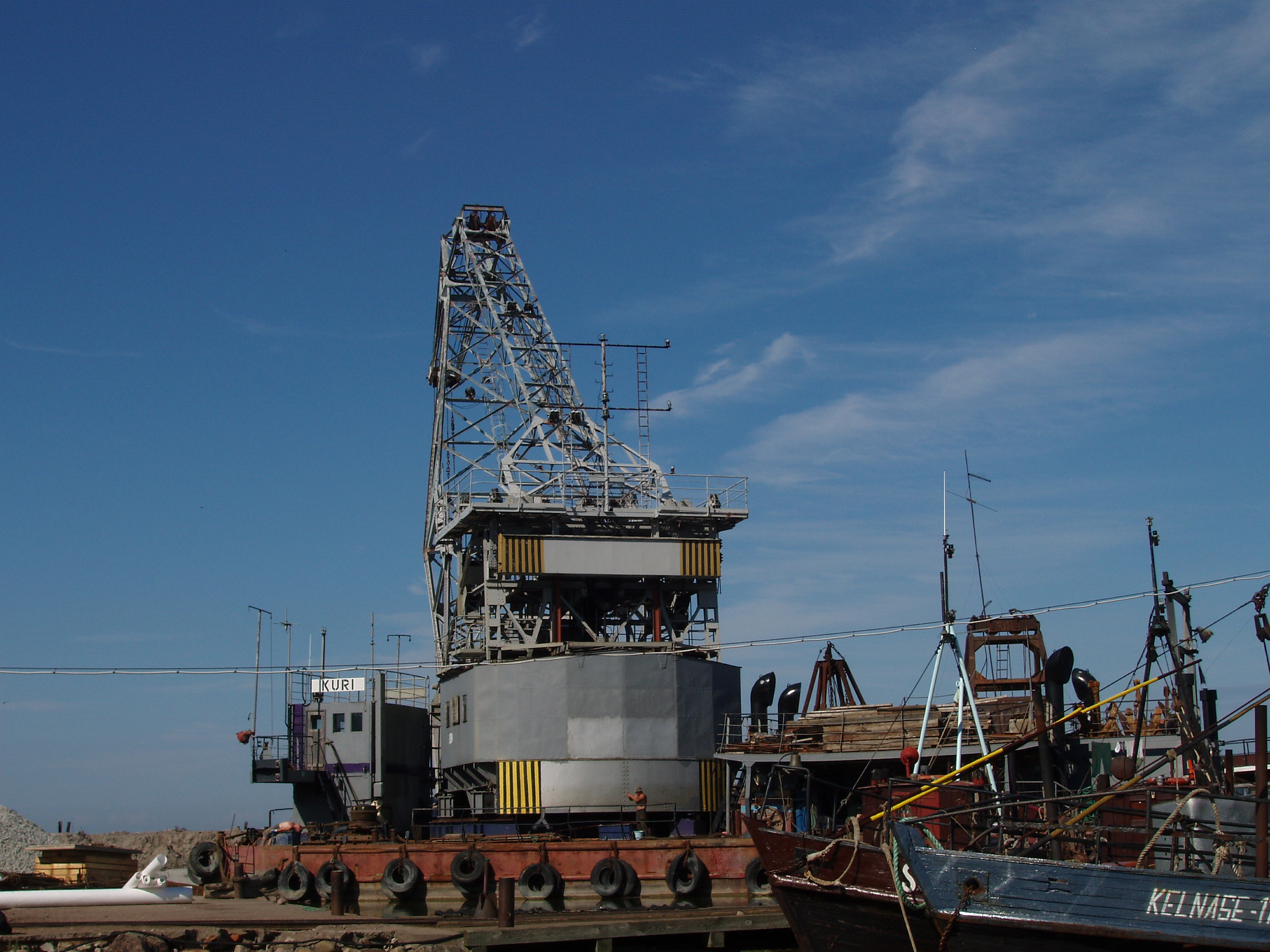
Kraan in de haven
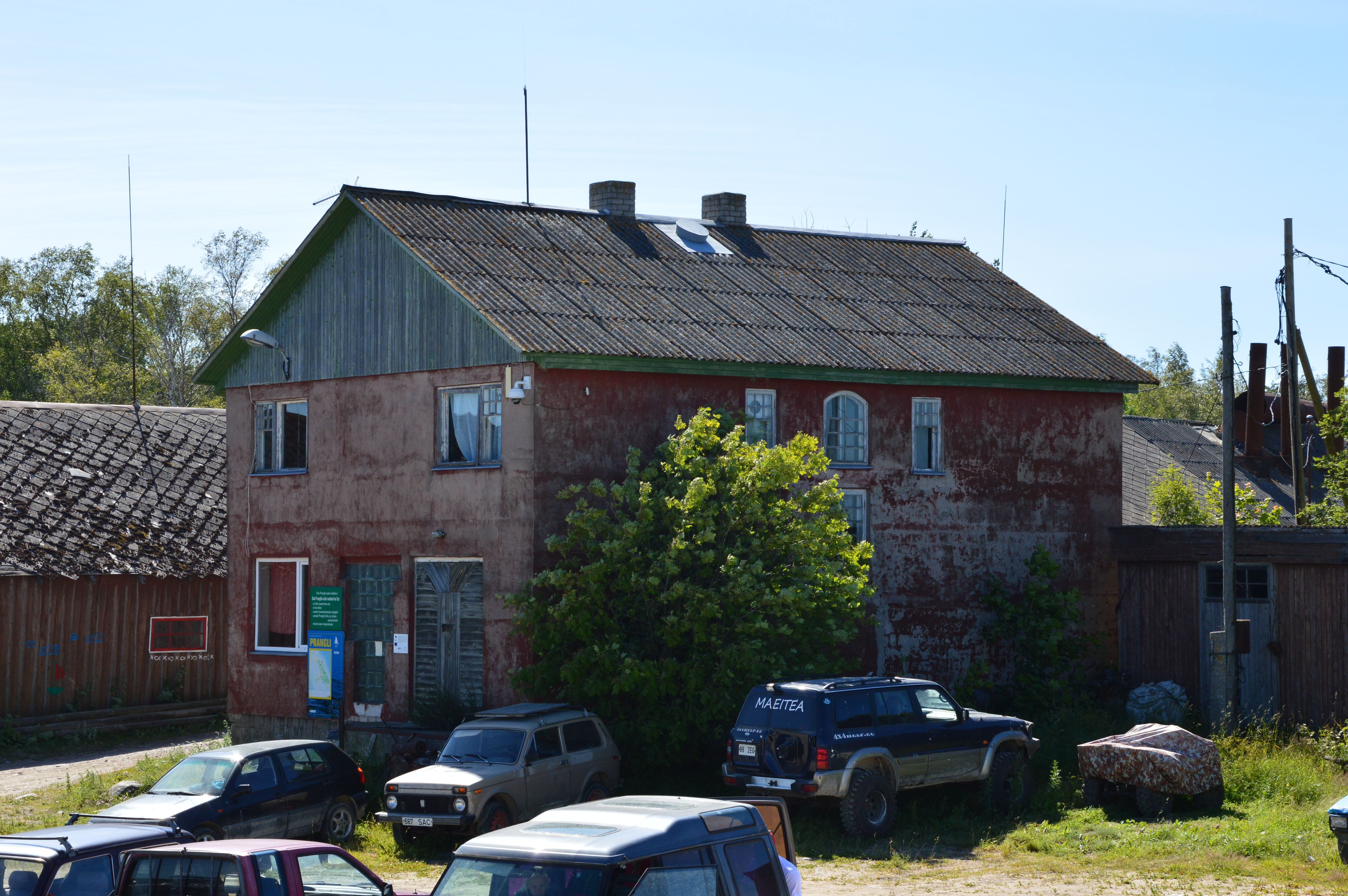
Het havenkantoor
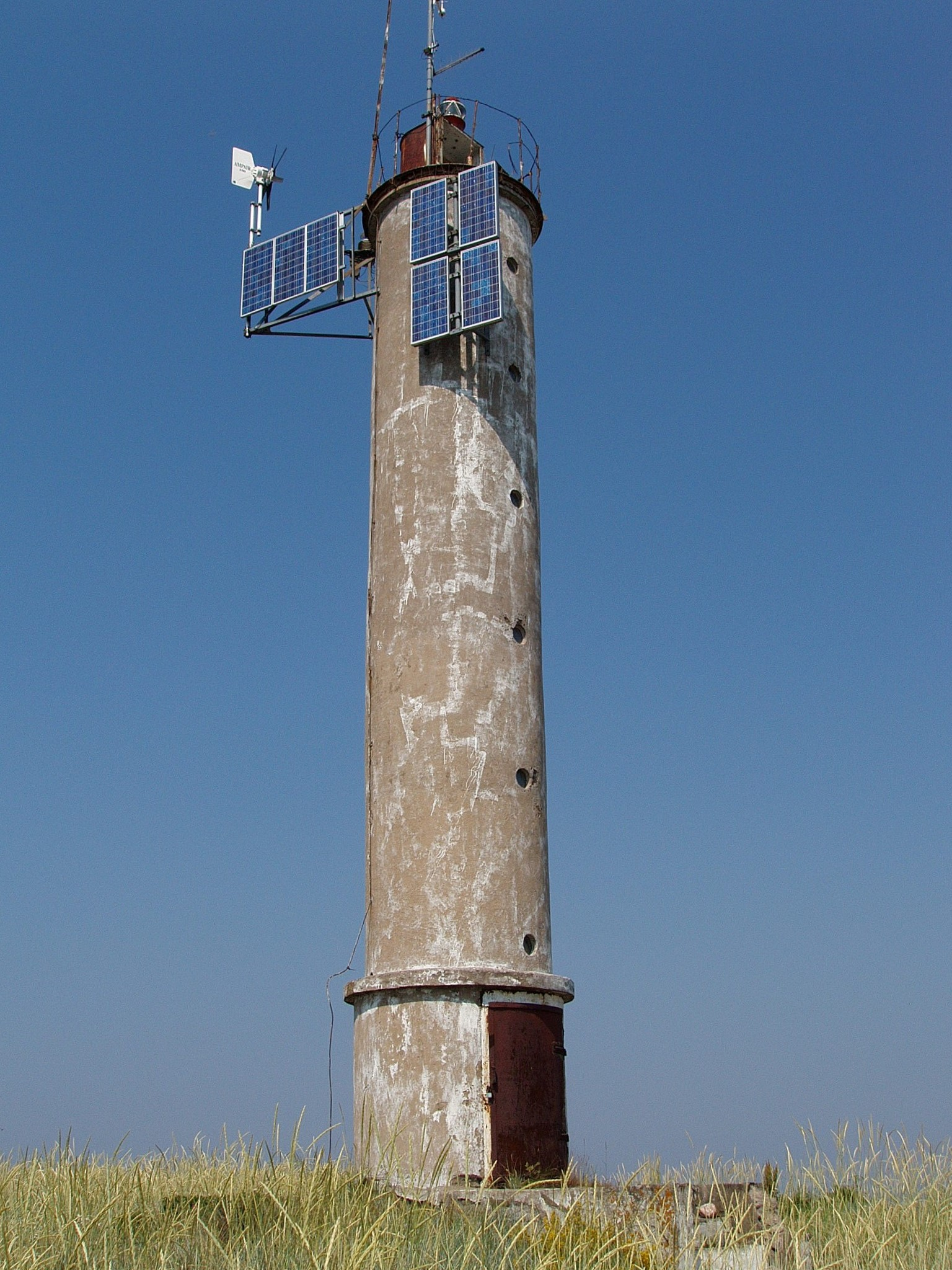
Baken aan de noordkant van het eiland